# Schmalspurbahn Reșița–Secu
| Dampflokomotive Nr. 2 Resicza auf der Stahlbrücke              |         |        |        |
| Streckenlänge:                                                 | 12,3 km |        |        |
| Spurweite:                                                     | 948 mm  |        |        |
|                                                                |         |        |        |
| \| \| 0,0 \| Reșița \| Reșița \| \| \| 12,3 \| Secu \| Secu \| |         |        |        |
| Kopfbahnhof Streckenanfang (Strecke außer Betrieb)             | 0,0     | Reșița | Reșița |
| Kopfbahnhof Streckenende (Strecke außer Betrieb)               | 12,3    | Secu   | Secu   |

Die Schmalspurbahn Reșița–Secu (deutsch Reschitz–Sekul)  war eine 12,3 km lange Schmalspurbahn zwischen Reșița und Secu.

## Streckenverlauf
Die Hauptrecke von Reșița nach Secu war 12.278 Meter lang. Einschließlich Nebenstrecken war das Gleisnetz 16,594 Kilometer lang. Es hatte die ungewöhnliche Spurweite von 948 mm, mit der 1868–1871 bereits eine Pferdebahn betrieben wurde. 1873 wurde mit der gleichen Spurweite die Schmalspurbahn Reșița–Bocsa–Ocna de Fier in Betrieb genommen.

## Geschichte
Die Verlegung der Gleise gestaltete sich mühsam, da schon während der Bauzeit der Kohletransport mit Karren auf einer durchschnittlich nur 4,75 Meter breiten Werksstraße nicht behindert werden sollte. Um häufiges Überqueren der Straße zu vermeiden, wurde angestrebt, dem Straßenverlauf in vielen engen Bögen zu folgen. Die Strecke wurde am 26. November 1871 in Betrieb genommen und 1936 stillgelegt.

## Lokomotiven
Die Dampflokomotive Nr. 1 Szekul der Bauart StEG 52 wurde aus Wien importiert. Ihre erste Probefahrt fand am 6. September 1872 statt. Sie wurde daraufhin auf der Donau bis Baziaș verschifft und anschließend mit der Eisenbahn bis Oravița, von wo aus sie auf einem von 18 Ochsenpaaren gezogenen Ochsenkarren bis Reșița gezogen wurde.
Nach diesem Vorbild wurden drei weitere Loks vor Ort in Reșița gebaut: Resicza, Bogsa und Hungaria. Eine davon wurde ab dem 11. April 1873 auf der Weltausstellung in Wien ausgestellt. Der Direktor der Wiener Lokomotivfabrik John Haswell (1812–1897), der bereits die Lokomotive Resicza gebaut hatte, baute später noch vier Dampflokomotiven der Bauart StEG 54 Orient und zwei der Bauart StEG 123 für Werksbahnen.

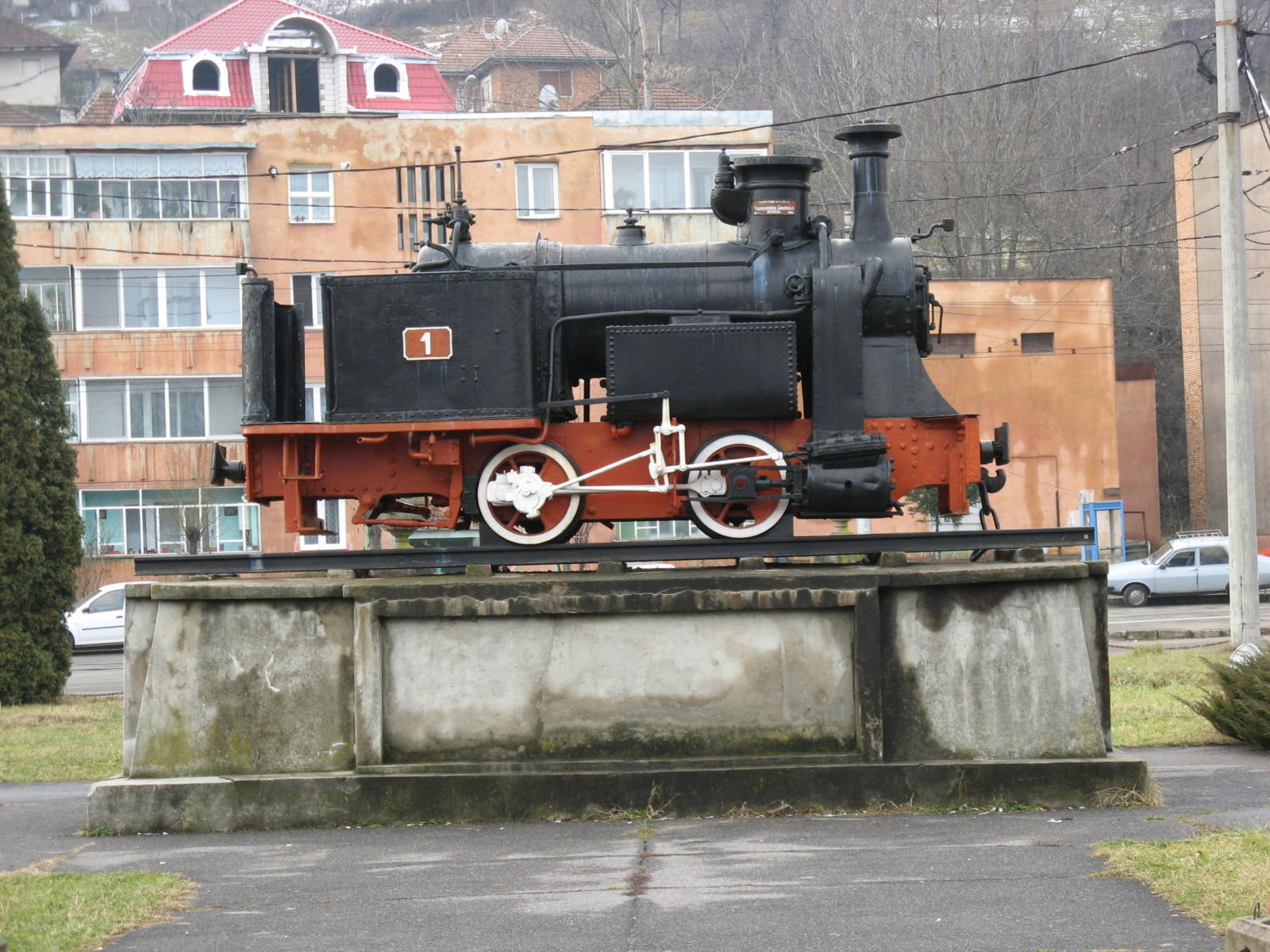
Dampflokomotive Resicza (vorübergehend umnummeriert als Nr. 1)

Die Lokomotive Resicza wurde nach ihrer Stilllegung bei Câmpia Turzii als Dampfgenerator verwendet. Sie wurde 1972 ins Freilicht-Dampflokomotiven-Museum Reșița gebracht, wo sie heute noch auf einem Sockel ausgestellt ist.